# Emilie Walbom
Emilie Walbom, född 1858, död 1932, var en dansk dansare. 
Hon var engagerad vid Den Kongelige Ballet mellan 1873 och 1928. Hon har kallats för den första kvinnliga koreografen vid baletten då hon fick denna roll 1878, och drev sin egen balettskola, Fru Walboms Balletskole, 1910–1928. 